# Alfons X de Castella

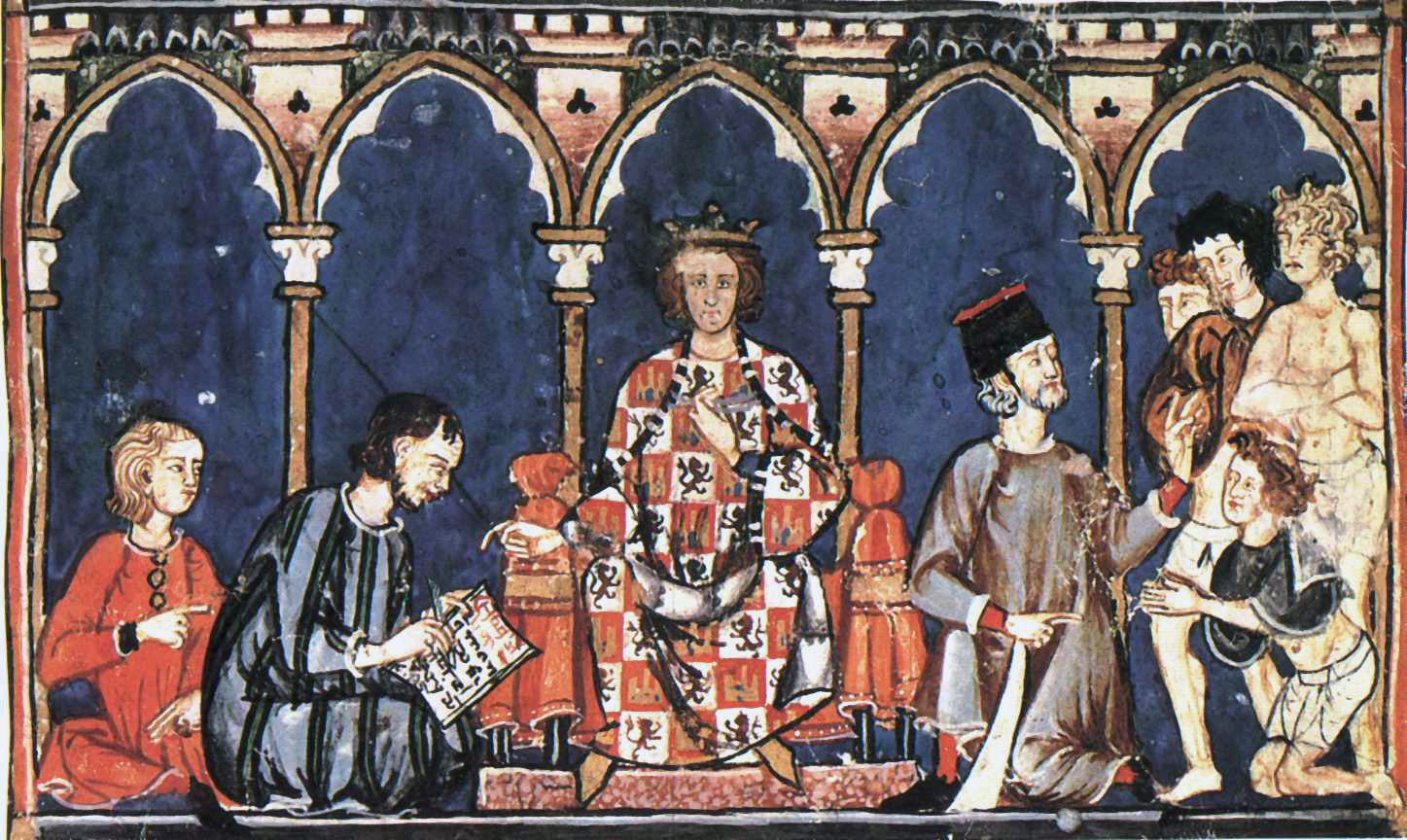
Alfons X el Savi i la seva cort.

Alfons X de Castella, dit el Savi (Toledo, 23 de novembre de 1221 - Sevilla, 4 d'abril de 1284), fou rei de Castella (1252-1284).

## Orígens familiars
Fill gran de Ferran III de Lleó i de Castella i de Beatriu de Suàbia, quan el seu pare va iniciar el setge d'Isbiliya va atacar sense èxit l'Algarve. Va heretar el regne de Castella a la mort del seu pare el 1252.

## Polític exterior
Va fracassar en la pugna per la corona del Sacre Imperi Romanogermànic contra Rodolf I d'Alemanya a la qual va dedicar molt esforç i diners com a net de Felip de Suàbia, però finalment va renunciar a la seva candidatura en 1275. Va prendre diverses places andaluses, Cadis entre elles, però va haver de renunciar a l'Algarve i a les seves aspiracions sobre Navarra. El 1260 conquesta i incendia Salé.

## Política interior
Durant el seu regnat va impulsar l'economia, i entre altres mesures destaca la institucionalització de la Mesta en 1273. També va fomentar la repoblació de terres conquistades als musulmans (Múrcia i Baixa Andalusia) i la unificació legislativa amb el Fur Real i les Siete Partidas. Va voler impulsar l'armada i protegir les costes de les incursions pirates, i atacar per mar el nord d'Àfrica: amb aquests objectius va fundar l'Orde de Santa Maria d'Espanya en 1272, però la flota fou aniquilada en 1279 i l'orde desaparegué l'any següent.
A pesar d'haver pactat amb Pere el Gran el Tractat d'Ágreda per garantir el suport de la Corona d'Aragó a les pretensions de Sanç, a canvi de la pau i cessions territorials, Alfons va decretar el desheretament de Sanç el 8 de novembre de 1282, però aquest va accedir finalment al tron a la mort del seu pare.

### Revoltes internes

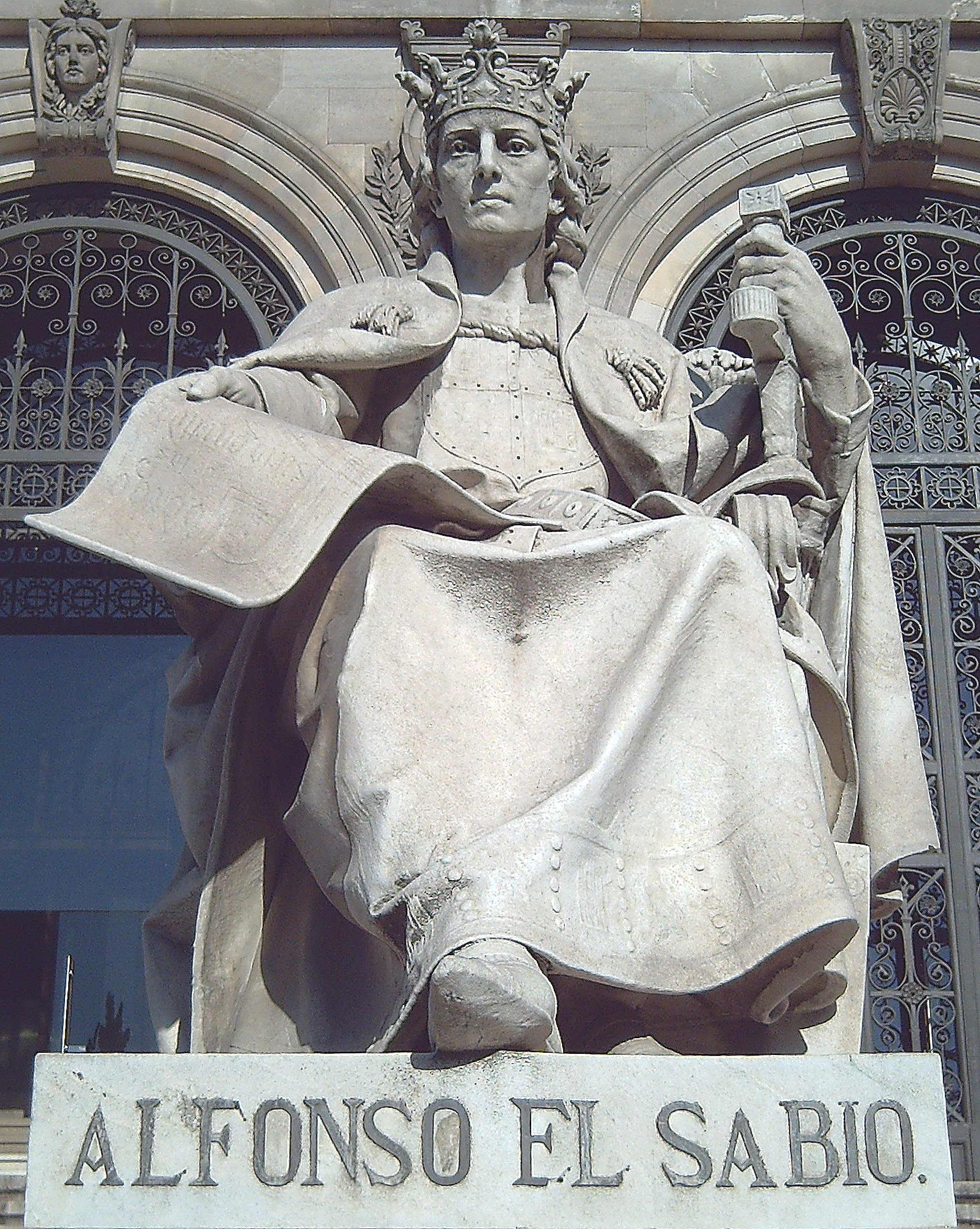
Estàtua a Madrid (J. Alcoverro, 1892).

Va haver de plantar cara a diverses rebel·lions internes entre les quals destaquen la dels mudèjars el 1264 i al problema successori plantejat en els últims anys del seu regnat. El monarca, casat des de 1249 amb Violant d'Aragó, filla de Jaume I d’Aragó, va tenir deu fills legítims, però el primogènit i hereu al tron, don Ferran de la Cerda, va morir el 1275. any en què el sultà marínida del Magreb Abu-Yússuf Yaqub ibn Abd-al-Haqq va enviar dos cossos expedicionaris que van creuar l'Estret apoderant-se de Tarifa i Algesires derrotant els castellans a la batalla d'Écija, iniciant la Guerra de l'Estret. El rei va tractar de defensar els drets successoris del seu net, el primogènit de Ferran, però Sanç, fill segon del rei i germà de Ferran de la Cerda, va reclamar la successió per a ell rebent moltes adhesions a la seva causa. El rei va conservar solament la fidelitat de Sevilla on va viure els últims mesos de la seva vida bastant aïllat i secundat solament per un reduït nombre dels seus antics col·laboradors. Per aquest motiu en l'escut d'aquesta ciutat andalusa hi figurin les síl·labes NO-DO, amb una madeixa entre les dues, que donen principi i fi a la frase No m'ha dejado ("No m'ha deixat") en al·lusió a la lleialtat dels sevillans.

### Política cultural

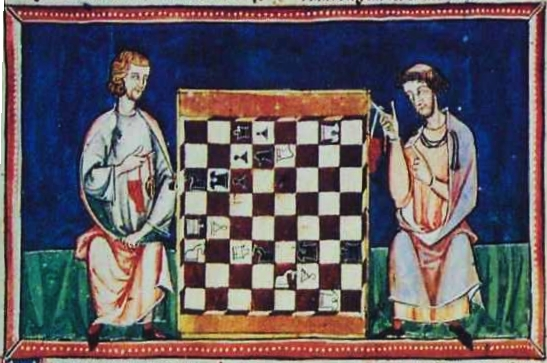
Il·lustració d'un problema d'escacs al Libro de axedrex, dados y tablas, publicat a Sevilla el 1283.

Va fomentar l'activitat cultural, promocionant l'Escola de traductors de Toledo i va ser excel·lent poeta en gallec. De la seva extensa obra jurídica, científica, històrica i literària, en destaquen El fuero real de Castilla, el Codigo de las siete partidas, les Tablas alfonsíes, la Crónica general e grand estoria, i les Cantigas de Santa María (en gallec), així com el Lapidario i el Libro de axedrex, dados y tablas.
Alfons X va realitzar també la primera reforma ortogràfica (normalització) del castellà, idioma que va adoptar com a oficial del regne en detriment del llatí, en l'àmbit institucional.
L'escola de traductors de Toledo va aglutinar un grup d'estudiosos cristians, jueus i musulmans que van desenvolupar una important labor científica en rescatar textos de l'antiguitat i traduir-los a les llengües occidentals, un fet que va contribuir a posar els fonaments del renaixement científic en l'Europa medieval.

## Núpcies i descendents
Es casà en primeres núpcies, vers el 1240, amb Maria Guillén de Guzmán, matrimoni que posteriorment fou anul·lat, i amb qui va tenir dos fills:
- la infanta Beatriu de Castella (1242-1303), casada el 1253 amb Alfons III de Portugal
- l'infant Martí Alfons de Castella, abat a Valladolid
- la infanta Urraca Alfons de Castella

El 26 de novembre de 1247 es concertà el seu casament amb Violant d'Aragó, filla de Jaume I el Conqueridor i Violant d'Hongria, que es realitzà el 4 d'abril de 1248 a la catedral de Valladolid. D'aquesta unió tingueren: 
- l'infant Ferran, mort molt jove i enterrant al monestir de Las Huelgas a Burgos.
- la infanta Berenguera de Castella (1253-1300), promesa a Lluís Capet, fill del rei de França Lluís IX, però no s'arribaren a casar per la mort prematura d'aquest el 1260. Fou enterrada al monestir de Las Huelgas.
- la infanta Beatriu de Castella (1254-1280), casada amb Guillem V de Montferrat.
- l'infant Ferran de la Cerda (1255-1275). Hereu al tron castellà. La seva mort prematura permeté que el seu germà Sanç es convertí en rei.
- la infanta Elionor de Castella (1257-1275)
- l'infant Sanç IV de Castella (1258-1295), rei de Castella i rei de Lleó
- la infanta Constança de Castella (1258-1280), abadesa de Las Huelgas.
- l'infant Pere de Castella (1260-1283), senyor de Ledesma
- l'infant Joan de Castella (1262-1319), senyor de València de Campos
- la infanta Isabel de Castella (v1272), morta molt jove
- la infanta Violant de Castella (1265-1296), casada amb Dídac López de Haro, senyor de Biscaia
- l'infant Jaume de Castella (1266-1284), senyor de Cameros

## Obres de l'escola d'Alfonso X a la xarxa
- Lapidario a la Biblioteca Cervantes.